# Шарашова
Шарашова (блр. Шарашова; рус. Шерешёво) насељено је место са административним статусом варошице (городской посёлок) у западном делу Републике Белорусије. Административно припада Пружанском рејону Брестске области.
Према подацима пописа становништва из 2009. у вароши је живело 1.900 становника.

## Географија
Варошица лежи на око 20 км западно од града Пружана и 97 км северозападно од административног центра области Бреста.

## Историја
Први пут се помиње 1380. као село у Камјанечком рејону, док детаљнији подаци потичу из 1566. када је Шарашова била део Брестског повјата Велике Кнежевине Литваније.
Године 1795. постаје саставни део Пружанског округа Руске Империје. У насељу је по подацима из 1897. живело нешто преко 5.000 становника, а постојала је и месна школа.
У саставу Пољске је од 1921. до 1939. када постаје саставним делом тадашње Белоруске ССР.
Од јануара 1940. има статус вароши. Једно време је био центар рејона. Саставни део Пружанског рејона је од 1956. године.

## Демографија
Према резултатима пописа из 2009. у насељу је живело 1.900 становника.

## Занимљивости
У Пречистенској цркви у Шарашови је од XVII до XIX века чуван рукопис из XVI века, данас познат као Шарашовско Јеванђеље. Данас се чува у Националном музеју уметности у Минску.